# Heinäkari (ö i Kymmenedalen, Kotka-Fredrikshamn, lat 60,43, long 26,73)
Heinäkari är en ö i Finland. Den ligger i Finska viken och i kommunen Pyttis i den ekonomiska regionen  Kotka-Fredrikshamn i landskapet Kymmenedalen, i den södra delen av landet. Ön ligger omkring 12 kilometer väster om Kotka och omkring 100 kilometer öster om Helsingfors.
Öns area är 0,4 hektar och dess största längd är 120 meter i nord-sydlig riktning.